# Villaggio di Babbo Natale (Korvatunturi)
Il villaggio di Babbo Natale è la dimora segreta di Santa Claus, situato a Korvatunturi, a nord di Rovaniemi, in prossimità del confine orientale della Lapponia finlandese. Non lo si deve confondere con Santa Claus Village, sua "residenza di rappresentanza" e commerciale.

## Nascita della leggenda
Al villaggio di Babbo Natale accennò, insieme alle otto renne volanti e ai loro nomi, lo scrittore statunitense Clement Clark Moore (1779-1863), docente di Letteratura Orientale e Greca, il 23 dicembre 1823 nella poesia A Visit from St. Nicholas, generalmente a lui attribuita, che ha contribuito a scindere la figura di san Nicola da quella di Babbo Natale.
Secondo il folclore finlandese il villaggio, con la famosa casa-laboratorio di Santa Claus, avrebbe sede alle pendici della montagna di Korvatunturi. L'idea di collocare Babbo Natale nella Lapponia finlandese anziché al polo nord risale agli anni venti del Novecento. Nel 1927 Markus Rautio, presentatore di un programma per bambini alla radio pubblica finlandese, dichiarò appunto che il villaggio di Babbo Natale si trovasse al confine con la Russia, un poco più a nord del circolo polare artico, nella zona del Korvatunturi.
La presunta esistenza del villaggio, però, è stata universalmente resa nota ad opera dell'autore finlandese Mauri Kunnas con il libro Joulupukki, edito nel 1981 da Otava Publishing Company e tradotto in numerose lingue del mondo.

## Descrizione

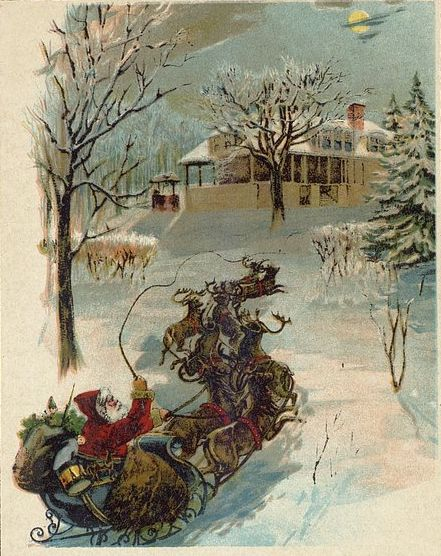
Santa Claus parte dal villaggio

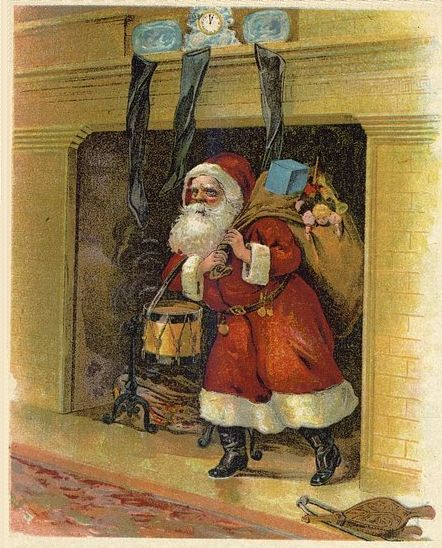
Babbo Natale distribuisce i doni

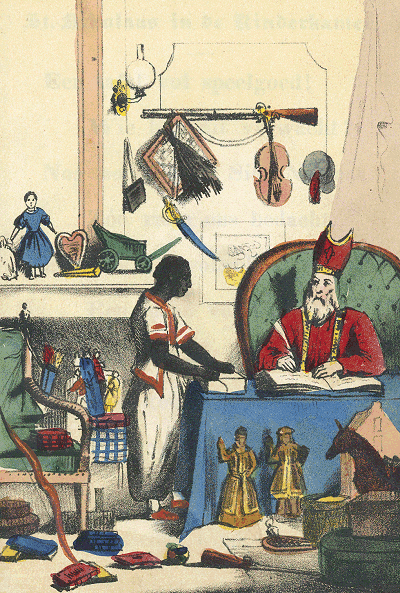
Il laboratorio di Babbo (1850)

### Ambientazione
In finlandese Korvatunturi significa "montagna dell'
orecchio": il villaggio, infatti, è ubicato alle falde dell'omonima montagna alta 486 metri e dalla singolare forma di orecchio di lepre, in mezzo a un bosco di conifere. Per mezzo di questi enormi padiglioni auricolari Babbo Natale riesce a sentire le voci dei bambini dell'intero pianeta e sa se si sono comportati bene oppure no. Il vecchio annota tutto su un grande libro in cui vi è la suddivisione dei buoni e dei cattivi. Grazie al suddetto orecchio riuscirebbe a percepire i desideri dei ragazzi. Ed è per questo che alcuni ritengono inutile spedirgli la famosa letterina. Altri affermano che sia sufficiente da parte dei bimbi consegnare la missiva ai genitori, sicuri che, leggendola ad alta voce, Santa Claus con il suo strepitoso udito capirà tutto.
Il villaggio funziona amministrativamente come una minuscola città-Stato: emette francobolli, conia monete, ha una propria bandiera (rossa con al centro la testa di una renna bianca), uno stemma sostenuto da due renne dorate (vermiglio con i simboli di Santa Claus, mitra e pastorale). Alcune guardie con il costume lappone vigilano in prossimità dei confini, sulla sede del Consiglio degli Anziani, presso la residenza dove Babbo Natale vive con la moglie Jessica Maria, vicino alla rimessa in cui viene conservata la celebre slitta. Varie casette, spesso costruite su alte palafitte, costituiscono l'agglomerato urbano dove abitano centinaia di gnomi, costruttori dei giocattoli: funzionano anche un ufficio postale e la scuola per i figli degli gnomi. Un ampio recinto ospita le renne (grigie e bianche), tra le quali le nove famose volanti che traineranno la slitta nella notte di Natale.
Ai piedi del monte, dove cresce il lichene, pascolano le renne: solo gli gnomi anziani e i loro figli possono custodirle. Nel paese vi sono alcuni laboratori di artigianato gestiti dal falegname, dal pittore, dal ceramista, dalle tessitrici e dai rivenditori di beni alimentari, dallo stampatore. Il loro lavoro è importantissimo per l'esecuzione dei regali. Gli abitanti del borgo, a volte, frequentano un minuscolo teatro dove vengono rappresentate storie tradizionali musicate.

### Personaggi
I personaggi e abitanti del villaggio sono:
- Babbo Natale, protagonista e capo del borgo.
- Jessica Maria Claus (dal nome della Madonna), sua consorte e preziosa collaboratrice.[6]
- Il Consiglio degli Anziani, organo esecutivo del villaggio, presieduto da Babbo Natale.
- Gli gnomi, sono un centinaio e fungono da indispensabili assistenti, ciascuno con un proprio incarico.
- Le nove renne volanti, accompagnavano Babbo Natale nel suo viaggio e si chiamavano: Saetta, Ballerino, Schianto, Guizzo, Cometa, Cupido, Tuono, Lampo, Rudolph.[7]

### Preparativi natalizi
All'inizio di dicembre viene organizzata una grande festa in omaggio a Santa, prima della magica partenza: il villaggio è impreziosito da artigianali decorazioni e la gente beve il caffè nelle tazze di legno di betulla (kuksa), mangia i tipici biscotti lapponi di zenzero (piparkakut), il pudding di riso (riisipuuro) e la torta (joulutorttu) con farina di mandorle, buccia d'arancia, cioccolato e marmellata di prugne, molto graditi agli gnomi.
Il giorno della vigilia il villaggio è in gran fermento: tutti collaborano con gli gnomi per la preparazione del viaggio. Le renne vengono sontuosamente bardate e i viaggiatori indossano i loro antichi abiti da cerimonia. Ma come fa Santa Claus a recapitare con precisione e puntualità tutti quei doni? Non lo sanno neppure i più vecchi e saggi gnomi. Lui non lo ha mai spiegato, ma questo fa parte del grande mistero natalizio e del segreto paesello di Korvatunturi che nessuno riesce a rintracciare!
Il personaggio di Joulupukki inizialmente veniva immaginato, in Lapponia, come un brioso folletto che, a bordo di una slitta dorata trainata da alcune renne e cosparsa di una polvere magica per farla volare, portava i doni ai bambini la sera della vigilia di Natale. In seguito, il vestito bianco e rosso, ideato nei Paesi d'oltreoceano, diventò il suo universale costume.

## Riferimenti alla realtà
La notorietà di Babbo Natale ha fatto sì che nel mondo sorgessero molti parchi tematici a lui dedicati. Il più famoso, però, è quello che si trova a 5 chilometri da Rovaniemi, non lontano da Korvatunturi, considerato sua "residenza ufficiale" e realizzato nel 1950 dopo la visita dell'ex first lady statunitense Eleanor Roosevelt. Le viuzze del parco ospitano decine di negozietti convenzionati con Babbo Natale, il quale si mostra e stringe la mano ai visitatori. L'ufficio postale lavora assiduamente e vi lavorano alcuni ragazzi travestiti da elfi.